# Poospizopsis
Poospizopsis är ett fågelsläkte i familjen tangaror inom ordningen tättingar: Släktet omfattar två arter som förekommer från Peru till nordvästra Argentina:
- Gråsidig tangara (P. caesar)
- Rostsidig tangara (P. hypocondria)

Tidigare placerades arterna i släktet Poospiza. Genetiska studier visar dock att släktet är kraftigt parafyletiskt gentemot exempelvis Hemispingus och Thlypopsis. Arterna i Poospizopsis står närmast Cypsnagra och Donacospiza.